# Olympische Sommerspiele 1952/Fußball/Spiele
Diese Seite enthält alle Spiele des olympischen Fußballturniers von 1952 in Helsinki mit allen statistischen Details.

## Vorrunde

### Jugoslawien – Indien 10:1 (5:0)
| Jugoslawien                                                 | Jugoslawien | Indien | Indien |
| ----------------------------------------------------------- | --- | --- | ------ |
| Jugoslawien                                                 | \| 15. Juli 1952 um 19:10 Uhr in Helsinki (Töölön Pallokenttä) \| \| Zuschauer: 10.000 \| \| Schiedsrichter: John Best ( Vereinigte Staaten) \|                                                                    | \| 15. Juli 1952 um 19:10 Uhr in Helsinki (Töölön Pallokenttä) \| \| Zuschauer: 10.000 \| \| Schiedsrichter: John Best ( Vereinigte Staaten) \|                                                                                   | Indien |
| Jugoslawien                                                 | Vladimir Beara – Tomislav Crnković, Branko Stanković – Zlatko Čajkovski, Ivica Horvat, Vujadin Boškov – Tihomir Ognjanov, Rajko Mitić, Bernard Vukas, Stjepan Bobek, Branko Zebec Cheftrainer: Milorad Arsenijević | Berland Anthony – Syed Azizuddin, Saliendra Manna – Sheikh Abdul Latif, Rawat Singh, Padanttom Vankatesh – Madar Sattar, Mohamed Ahmed Khan, Thulukhanam Shunmugham, Syed Moinuddin, Joseph Anthony Cheftrainer: Abdul Rahim Syed | Indien |
| Jugoslawien                                                 | 1:0 Vukas (2.) 2:0 Mitić (14.) 3:0 Zebec (17.) 4:0 Zebec (23.) 5:0 Mitić (43.) 6:0 Ognjanov (52.) 7:0 Zebec (60.) 8:0 Vukas (62.) 9:0 Ognjanov (67.) 10:0 Zebec (87.)                                              | 10:1 Khan (89.) | Indien |
| 15. Juli 1952 um 19:10 Uhr in Helsinki (Töölön Pallokenttä) | | |        |
| Zuschauer: 10.000                                           | | |        |
| Schiedsrichter: John Best ( Vereinigte Staaten)             | | |        |

### Sowjetunion – Bulgarien 2:1 n. V. (0:0, 0:0)
| Sowjetunion                                         | Sowjetunion | Bulgarien | Bulgarien |
| --------------------------------------------------- | --- | --- | --------- |
| Sowjetunion                                         | \| 15. Juli 1952 um 19:00 Uhr in Kotka (Urheilukeskus) \| \| Zuschauer: 10.637 \| \| Schiedsrichter: István Zsolt ( Ungarn) \| | \| 15. Juli 1952 um 19:00 Uhr in Kotka (Urheilukeskus) \| \| Zuschauer: 10.637 \| \| Schiedsrichter: István Zsolt ( Ungarn) \|                                                                         | Bulgarien |
| Sowjetunion                                         | Leonid Iwanow – Konstantin Kryschewski, Juri Nirkow – Igor Netto, Anatoli Baschaschkin, Alexander Petrow – Wassili Trofimow, Alexander Tenjagin, Wsewolod Bobrow, Awtandil Gogoberidse, Anatoli Iljin Cheftrainer: Boris Arkadjew | Apostol Sokolow – Boris Apostolow, Georgi Eftimow – Stefan Boschkow, Manol Manolow, Traicho Petkow – Dimitar Milanow, Iwan Kolew, Panajot Panajotow, Petar Argirow, Krum Janew Cheftrainer: Krum Milew | Bulgarien |
| Sowjetunion                                         | 1:1 Bobrow (100.) 2:1 Trofimow (104.) | 0:1 Kolew (95.) | Bulgarien |
| 15. Juli 1952 um 19:00 Uhr in Kotka (Urheilukeskus) | | |           |
| Zuschauer: 10.637                                   | | |           |
| Schiedsrichter: István Zsolt ( Ungarn)              | | |           |

### Rumänien – Ungarn 1:2 (0:1)
| Rumänien                                                          | Rumänien | Ungarn | Ungarn |
| ----------------------------------------------------------------- | --- | --- | ------ |
| Rumänien                                                          | \| 15. Juli 1952 um 19:00 Uhr in Turku (Kupittaan jalkapallostadion) \| \| Zuschauer: 10.588 \| \| Schiedsrichter: Nikolai Latitschew ( Sowjetunion) \|                                                 | \| 15. Juli 1952 um 19:00 Uhr in Turku (Kupittaan jalkapallostadion) \| \| Zuschauer: 10.588 \| \| Schiedsrichter: Nikolai Latitschew ( Sowjetunion) \|                                         | Ungarn |
| Rumänien                                                          | Ion Voinescu – Vasile Zavoda, Zoltan Farmati – Valeriu Călinoiu, Iosif Kovács, Gavril Serfőző – Tudor Paraschiva, Eugen Iordache, Titus Ozon, Iosif Petschowski, Ion Suru Cheftrainer: Gheorghe Popescu | Gyula Grosics – Jenő Dalnoki, Mihály Lantos – Imre Kovács, Gyula Lóránt, József Bozsik – László Budai, Sándor Kocsis, Nándor Hidegkuti, Ferenc Puskás, Zoltán Czibor Cheftrainer: Gusztáv Sebes | Ungarn |
| Rumänien                                                          | 1:2 Suru (86.) | 0:1 Czibor (21.) 0:2 Kocsis (73.) | Ungarn |
| Rumänien                                                          | Verwarnung: Hidegkuti Platzverweis: Kocsis | | Ungarn |
| 15. Juli 1952 um 19:00 Uhr in Turku (Kupittaan jalkapallostadion) | | |        |
| Zuschauer: 10.588                                                 | | |        |
| Schiedsrichter: Nikolai Latitschew ( Sowjetunion)                 | | |        |

### Dänemark – Griechenland 2:1 (2:0)
| Dänemark                                                  | Dänemark | Griechenland | Griechenland |
| --------------------------------------------------------- | --- | --- | ------------ |
| Dänemark                                                  | \| 15. Juli 1952 um 19:00 Uhr in Tampere (Tampereen stadion) \| \| Zuschauer: 4.372 \| \| Schiedsrichter: Wolf Karni ( Finnland) \|                                                                                      | \| 15. Juli 1952 um 19:00 Uhr in Tampere (Tampereen stadion) \| \| Zuschauer: 4.372 \| \| Schiedsrichter: Wolf Karni ( Finnland) \| | Griechenland |
| Dänemark                                                  | Jørgen Johansen – Poul Erik Petersen, Svend Nielsen – Erik Terkelsen, Poul Andersen, Steen Blicher – Jørgen Wagner Hansen, Poul Petersen, Jens Peder Hansen, Knud Lundberg, Holger Seebach Cheftrainer: Axel Bjerregaard | Nikolaos Pentzaropoulos – Stellas Arvanitis, Ilias Rosidis – Konstantinos Poulis, Konstantinos Linoxylakis, Ioannis Ioannou – Babis Drosos, Athanasios Bembis, Ilias Papageorgiou, Georgios Darivas, Pavlos Emmanouilidis Cheftrainer: Antonis Migiakis | Griechenland |
| Dänemark                                                  | 1:0 Poul Erik Petersen (36.) 2:0 Poul Erik Petersen (37.) | 2:1 Emmanouilidis (85.) | Griechenland |
| Dänemark                                                  | Verwarnung: Darivas | | Griechenland |
| 15. Juli 1952 um 19:00 Uhr in Tampere (Tampereen stadion) | | |              |
| Zuschauer: 4.372                                          | | |              |
| Schiedsrichter: Wolf Karni ( Finnland)                    | | |              |

### Polen – Frankreich 2:1 (1:1)
| Polen                                                   | Polen | Frankreich | Frankreich |
| ------------------------------------------------------- | --- | --- | ---------- |
| Polen                                                   | \| 15. Juli 1952 um 19:00 Uhr in Lahti (Lahden kisapuisto) \| \| Zuschauer: 3.752 \| \| Schiedsrichter: Karel van der Meer ( Niederlande) \|                                                                      | \| 15. Juli 1952 um 19:00 Uhr in Lahti (Lahden kisapuisto) \| \| Zuschauer: 3.752 \| \| Schiedsrichter: Karel van der Meer ( Niederlande) \|                                       | Frankreich |
| Polen                                                   | Tomasz Stefaniszin – Władysław Gędłek, Hubert Banisz – Czesław Suszczyk, Ewald Cebula, Józef Mamoń – Kazimierz Trampisz, Jerzy Krasówka, Henryk Alszer, Gerard Cieślik, Jan Wiśniewski Cheftrainer: Michał Matyas | Léonce Deprez – Lucien Bochard, Roger Colliot – Jean-Claude Druart, Albert Eloy, Jacques Barreau – René Persillon, Michel Leblond, Célestin Oliver, Jacques Bohée, Bernard Lefèvre | Frankreich |
| Polen                                                   | 1:1 Trampisz (31.) 2:1 Krasówka (49.) | 0:1 Leblond (30.) | Frankreich |
| 15. Juli 1952 um 19:00 Uhr in Lahti (Lahden kisapuisto) | | |            |
| Zuschauer: 3.752                                        | | |            |
| Schiedsrichter: Karel van der Meer ( Niederlande)       | | |            |

### Ägypten – Chile 5:4 (2:2)
| Ägypten                                             | Ägypten | Chile | Chile |
| --------------------------------------------------- | --- | --- | ----- |
| Ägypten                                             | \| 16. Juli 1952 um 19:00 Uhr in Kotka (Urheilukeskus) \| \| Zuschauer: 5.354 \| \| Schiedsrichter: John Nilsson ( Schweden) \| | \| 16. Juli 1952 um 19:00 Uhr in Kotka (Urheilukeskus) \| \| Zuschauer: 5.354 \| \| Schiedsrichter: John Nilsson ( Schweden) \|                                                                           | Chile |
| Ägypten                                             | Abdel Galil Hemueda – Moussa Mohamed, Abdel Aziz Kabil – Ahmed Rashed, Hanafy Bastan, Hamza Ali – Sayed Mohamed, Kamal El-Far, Alaa El-Hamouly, El-Sayed Al-Tabei, Ahmed El-Mekkawi Cheftrainer: Edward Jones ( Vereinigtes Königreich) | Manuel Roa – Domingo Massaro, Rubén González – Luis Leal Placencia, Fernando Jara, José García Quesada – Julio Vial, Jaime Vásquez, Justo Albornoz, Domingo Pillado, Irenio Jara Cheftrainer: Luis Tirado | Chile |
| Ägypten                                             | 1:2 El-Far (27.) 2:2 Mekkawi (43.) 3:2 Al-Tabei (66.) 4:2 Al-Tabei (75.) 5:3 Al-Tabei (80.) | 0:1 I. Jara (7.) 0:2 Vial (14.) 4:3 I. Jara (78.) 5:4 Vial (88.) | Chile |
| 16. Juli 1952 um 19:00 Uhr in Kotka (Urheilukeskus) | | |       |
| Zuschauer: 5.354                                    | | |       |
| Schiedsrichter: John Nilsson ( Schweden)            | | |       |

### Niederlande – Brasilien 1:5 (1:3)
| Niederlande                                                       | Niederlande | Brasilien | Brasilien |
| ----------------------------------------------------------------- | --- | --- | --------- |
| Niederlande                                                       | \| 16. Juli 1952 um 19:00 Uhr in Turku (Kupittaan jalkapallostadion) \| \| Zuschauer: 9.685 \| \| Schiedsrichter: Giorgio Bernardi ( Italien) \|                                                            | \| 16. Juli 1952 um 19:00 Uhr in Turku (Kupittaan jalkapallostadion) \| \| Zuschauer: 9.685 \| \| Schiedsrichter: Giorgio Bernardi ( Italien) \| | Brasilien |
| Niederlande                                                       | Piet Kraak – Joop Odenthal, Sjaak Alberts – Abraham Wiertz, Rinus Terlouw, Louis Biesbrouck – Piet van der Kuil, Rinus Bennaars, Jan van Roessel, Jo Mommers, Mathijs Clavan Cheftrainer: Jaap van der Leck | Carlos Alberto – Mauro, Valdir – Zózimo, Adésio, Édson – Larry, Milton Pessanha, Vavá, Humberto Tozzi, Jansen Cheftrainer: Newton Cardoso        | Brasilien |
| Niederlande                                                       | 1:0 van Roessel (15.) | 1:1 Tozzi (25.) 1:2 Larry (33., Elfmeter) 1:3 Larry (36.) 1:4 Jansen (81.) 1:5 Vavá (86.)                                                        | Brasilien |
| 16. Juli 1952 um 19:00 Uhr in Turku (Kupittaan jalkapallostadion) | | |           |
| Zuschauer: 9.685                                                  | | |           |
| Schiedsrichter: Giorgio Bernardi ( Italien)                       | | |           |

### Italien – USA 8:0 (3:0)
| Italien                                                       | Italien | USA | USA |
| ------------------------------------------------------------- | --- | --- | --- |
| Italien                                                       | \| 16. Juli 1952 um 19:00 Uhr in Tampere (Tampereen stadion) \| \| Zuschauer: 15.342 \| \| Schiedsrichter: Arthur Edward Ellis ( Vereinigtes Königreich) \|                                                         | \| 16. Juli 1952 um 19:00 Uhr in Tampere (Tampereen stadion) \| \| Zuschauer: 15.342 \| \| Schiedsrichter: Arthur Edward Ellis ( Vereinigtes Königreich) \|                                              | USA |
| Italien                                                       | Ottavio Bugatti – Giuseppe Corradi, Battista Rota – Arcadio Venturi, Giancarlo Cadè, Maino Neri – Alberto Fontanesi, Aredio Gimona, Francesco La Rosa, Egisto Pandolfini, Amos Mariani Cheftrainer: Giuseppe Meazza | Robert Burkard – Willy Schaller, Harry Keough – William Sheppell, Charles Colombo, Edward McHugh – Lloyd Monsen, John Souza, Lawrence Surock, Ruben Michael Mendoza, Ellwood Cook Cheftrainer: John Wood | USA |
| Italien                                                       | 1:0 Gimona (3.) 2:0 Pandolfini (16.) 3:0 Venturi (27.) 4:0 Gimona (51.) 5:0 Fontanesi (52.) 6:0 Pandolfini (62.) 7:0 Gimona (75.) 8:0 Mariani (87.)                                                                 | | USA |
| 16. Juli 1952 um 19:00 Uhr in Tampere (Tampereen stadion)     | | |     |
| Zuschauer: 15.342                                             | | |     |
| Schiedsrichter: Arthur Edward Ellis ( Vereinigtes Königreich) | | |     |

### Luxemburg – Großbritannien 5:3 n. V. (1:1, 0:1)
| Luxemburg                                               | Luxemburg | Großbritannien | Großbritannien |
| ------------------------------------------------------- | --- | --- | -------------- |
| Luxemburg                                               | \| 16. Juli 1952 um 19:00 Uhr in Lahti (Lahden kisapuisto) \| \| Zuschauer: 3.656 \| \| Schiedsrichter: Vincenzo Orlandini ( Italien) \|                                                                     | \| 16. Juli 1952 um 19:00 Uhr in Lahti (Lahden kisapuisto) \| \| Zuschauer: 3.656 \| \| Schiedsrichter: Vincenzo Orlandini ( Italien) \|                                                             | Großbritannien |
| Luxemburg                                               | Fernand Lahure – Camille Wagner, Léon Spartz – Jean Jaminet, Michel Reuter, Fernand Guth – François Muller, Joseph Roller, Jules Gales, Victor Nurenberg, Léon Letsch Cheftrainer: Adolf Patek ( Österreich) | Ted Bennett – Thomas Stewart, Leslie Stratton – Lawrence Topp, Charles Fuller, Derek Saunders – John Hardisty, Alfred Noble, Jim Lewis, William Slater, George Robb Cheftrainer: Walter Winterbottom | Großbritannien |
| Luxemburg                                               | 1:1 Roller (60.) 2:1 Letsch (91.) 3:1 Roller (95.) 4:1 Roller (97.) 5:2 Gales (102.) | 0:1 Robb (12.) 4:2 Slater (101.) 5:3 Lewis (118.) | Großbritannien |
| 16. Juli 1952 um 19:00 Uhr in Lahti (Lahden kisapuisto) | | |                |
| Zuschauer: 3.656                                        | | |                |
| Schiedsrichter: Vincenzo Orlandini ( Italien)           | | |                |

## Achtelfinale

### Finnland – Österreich 3:4 (3:2)
| Finnland                                                | Finnland | Österreich | Österreich |
| ------------------------------------------------------- | --- | --- | ---------- |
| Finnland                                                | \| 19. Juli 1952 um 19:00 Uhr in Helsinki (Olympiastadion) \| \| Zuschauer: 33.053 \| \| Schiedsrichter: William Ling ( Vereinigtes Königreich) \|                                                       | \| 19. Juli 1952 um 19:00 Uhr in Helsinki (Olympiastadion) \| \| Zuschauer: 33.053 \| \| Schiedsrichter: William Ling ( Vereinigtes Königreich) \|                                                             | Österreich |
| Finnland                                                | Olavi Laaksonen – Åke Lindman, Stig-Göran Myntti – Veikko Asikainen, Esko Valkama, Erik Beijar – Aulis Rytkönen, Kalevi Lehtovirta, Jorma Vaihela, Nils Rikberg, Olof Stolpe Cheftrainer: Aatos Lehtonen | Fritz Nikolai – Walter Kollmann, Anton Krammer – Anton Wolf, Joschi Walter, Robert Fendler – Hermann Hochleitner, Franz Feldinger, Erich Stumpf, Herbert Grohs, Otto Gollnhuber Cheftrainer: Viktor Hierländer | Österreich |
| Finnland                                                | 1:1 Stolpe (11.) 2:2 Stolpe (34.) 3:2 Rytkönen (36.) | 0:1 Gollnhuber (8., Elfmeter) 1:2 Gollnhuber (30.) 3:3 Stumpf (59.) 3:4 Grohs (79.) | Österreich |
| 19. Juli 1952 um 19:00 Uhr in Helsinki (Olympiastadion) | | |            |
| Zuschauer: 33.053                                       | | |            |
| Schiedsrichter: William Ling ( Vereinigtes Königreich)  | | |            |

### Deutschland – Ägypten 3:1 (2:0)
| Deutschland                                                       | Deutschland | Ägypten | Ägypten |
| ----------------------------------------------------------------- | --- | --- | ------- |
| Deutschland                                                       | \| 20. Juli 1952 um 19:00 Uhr in Turku (Kupittaan jalkapallostadion) \| \| Zuschauer: 6.813 \| \| Schiedsrichter: Giorgio Bernardi ( Italien) \|                                                           | \| 20. Juli 1952 um 19:00 Uhr in Turku (Kupittaan jalkapallostadion) \| \| Zuschauer: 6.813 \| \| Schiedsrichter: Giorgio Bernardi ( Italien) \|                                                                                   | Ägypten |
| Deutschland                                                       | Rudolf Schönbeck – Hans Eberle, Alfred Post – Kurt Sommerlatt, Herbert Jäger, Erich Gleixner – Matthias Mauritz, Georg Stollenwerk, Willi Schröder, Herbert Schäfer, Karl Klug Cheftrainer: Sepp Herberger | Abdel Galil Hemueda – Moussa Mohamed, Fouad Sedki – Ahmed Rashed, Hanafy Bastan, Hamza Ali – Sayed Mohamed, Kamal El-Far, Alaa El-Hamouly, El-Sayed Al-Tabei, Ahmed El-Mekkawi Cheftrainer: Edward Jones ( Vereinigtes Königreich) | Ägypten |
| Deutschland                                                       | 1:0 Klug (33.) 2:0 Schröder (38.) 3:0 Schröder (61.) | 3:1 Al-Tabei (64.) | Ägypten |
| 20. Juli 1952 um 19:00 Uhr in Turku (Kupittaan jalkapallostadion) | | |         |
| Zuschauer: 6.813                                                  | | |         |
| Schiedsrichter: Giorgio Bernardi ( Italien)                       | | |         |

### Jugoslawien – Sowjetunion 5:5 n. V. (5:5, 3:0)
| Jugoslawien                                                   | Jugoslawien | Sowjetunion | Sowjetunion |
| ------------------------------------------------------------- | --- | --- | ----------- |
| Jugoslawien                                                   | \| 20. Juli 1952 um 19:00 Uhr in Tampere (Tampereen stadion) \| \| Zuschauer: 17.000 \| \| Schiedsrichter: Arthur Edward Ellis ( Vereinigtes Königreich) \|                                                        | \| 20. Juli 1952 um 19:00 Uhr in Tampere (Tampereen stadion) \| \| Zuschauer: 17.000 \| \| Schiedsrichter: Arthur Edward Ellis ( Vereinigtes Königreich) \|                                                                         | Sowjetunion |
| Jugoslawien                                                   | Vladimir Beara – Tomislav Crnković, Branko Stanković – Zlatko Čajkovski, Ivica Horvat, Vujadin Boškov – Tihomir Ognjanov, Rajko Mitić, Bernard Vukas, Stjepan Bobek, Branko Zebec Cheftrainer: Milorad Arsenijević | Leonid Iwanow – Konstantin Kryschewski, Juri Nirkow – Igor Netto, Anatoli Baschaschkin, Alexander Petrow – Wassili Trofimow, Walentin Nikolajew, Wsewolod Bobrow, Konstantin Beskow, Friedrich Marjutin Cheftrainer: Boris Arkadjew | Sowjetunion |
| Jugoslawien                                                   | 1:0 Mitić (29.) 2:0 Ognjanov (33.) 3:0 Zebec (44.) 4:0 Bobek (46.) 5:1 Zebec (59.) | 4:1 Bobrow (53.) 5:2 Trofimow (75.) 5:3 Bobrow (77.) 5:4 Bobrow (87.) 5:5 Petrow (89.) | Sowjetunion |
| 20. Juli 1952 um 19:00 Uhr in Tampere (Tampereen stadion)     | | |             |
| Zuschauer: 17.000                                             | | |             |
| Schiedsrichter: Arthur Edward Ellis ( Vereinigtes Königreich) | | |             |

### Brasilien – Luxemburg 2:1 (1:0)
| Brasilien                                           | Brasilien | Luxemburg | Luxemburg |
| --------------------------------------------------- | --- | --- | --------- |
| Brasilien                                           | \| 20. Juli 1952 um 19:00 Uhr in Kotka (Urheilukeskus) \| \| Zuschauer: 6.776 \| \| Schiedsrichter: Marijan Matancić ( Jugoslawien) \|    | \| 20. Juli 1952 um 19:00 Uhr in Kotka (Urheilukeskus) \| \| Zuschauer: 6.776 \| \| Schiedsrichter: Marijan Matancić ( Jugoslawien) \|                                                                       | Luxemburg |
| Brasilien                                           | Carlos Alberto – Mauro, Valdir – Zózimo, Adésio, Édson – Larry, Milton Pessanha, Vavá, Humberto Tozzi, Jansen Cheftrainer: Newton Cardoso | Fernand Lahure – Camille Wagner, Léon Spartz – Jean Jaminet, Michel Reuter, Fernand Guth – François Muller, Joseph Roller, Jules Gales, Victor Nurenberg, Léon Letsch Cheftrainer: Adolf Patek ( Österreich) | Luxemburg |
| Brasilien                                           | 1:0 Larry (42.) 2:0 Tozzi (49.) | 2:1 Gales (86.) | Luxemburg |
| 20. Juli 1952 um 19:00 Uhr in Kotka (Urheilukeskus) | | |           |
| Zuschauer: 6.776                                    | | |           |
| Schiedsrichter: Marijan Matancić ( Jugoslawien)     | | |           |

### Ungarn – Italien 3:0 (2:0)
| Ungarn                                                      | Ungarn | Italien | Italien |
| ----------------------------------------------------------- | --- | --- | ------- |
| Ungarn                                                      | \| 21. Juli 1952 um 19:00 Uhr in Helsinki (Töölön Pallokenttä) \| \| Zuschauer: 13.870 \| \| Schiedsrichter: Karel van der Meer ( Niederlande) \|                                                      | \| 21. Juli 1952 um 19:00 Uhr in Helsinki (Töölön Pallokenttä) \| \| Zuschauer: 13.870 \| \| Schiedsrichter: Karel van der Meer ( Niederlande) \|                                                                    | Italien |
| Ungarn                                                      | Gyula Grosics – Jenő Buzánszky, Mihály Lantos – József Zakariás, Gyula Lóránt, József Bozsik – Lajos Csordás, Sándor Kocsis, Nándor Hidegkuti, Ferenc Puskás, Péter Palotás Cheftrainer: Gusztáv Sebes | Ottavio Bugatti – Giuseppe Corradi, Battista Rota – Arcadio Venturi, Giovanni Azzini, Maino Neri – Alberto Fontanesi, Aredio Gimona, Francesco La Rosa, Egisto Pandolfini, Amos Mariani Cheftrainer: Giuseppe Meazza | Italien |
| Ungarn                                                      | 1:0 Palotás (11.) 2:0 Palotás (20.) 3:0 Kocsis (83.) | | Italien |
| 21. Juli 1952 um 19:00 Uhr in Helsinki (Töölön Pallokenttä) | | |         |
| Zuschauer: 13.870                                           | | |         |
| Schiedsrichter: Karel van der Meer ( Niederlande)           | | |         |

### Dänemark – Polen 2:0 (1:0)
| Dänemark                                                          | Dänemark | Polen | Polen |
| ----------------------------------------------------------------- | --- | --- | ----- |
| Dänemark                                                          | \| 21. Juli 1952 um 19:00 Uhr in Turku (Kupittaan jalkapallostadion) \| \| Zuschauer: 6.024 \| \| Schiedsrichter: Folke Bålstad ( Norwegen) \|                                                                           | \| 21. Juli 1952 um 19:00 Uhr in Turku (Kupittaan jalkapallostadion) \| \| Zuschauer: 6.024 \| \| Schiedsrichter: Folke Bålstad ( Norwegen) \|                                                                 | Polen |
| Dänemark                                                          | Jørgen Johansen – Poul Erik Petersen, Svend Nielsen – Erik Terkelsen, Poul Andersen, Steen Blicher – Jørgen Wagner Hansen, Poul Petersen, Jens Peder Hansen, Knud Lundberg, Holger Seebach Cheftrainer: Axel Bjerregaard | Edward Szymkowiak – Władysław Gędłek, Hubert Banisz – Kasimierz Kaszuba, Zdzisław Bieniek, Józef Mamoń – Paweł Sobek, Jerzy Krasówka, Henryk Alszer, Gerard Cieślik, Jan Wiśniewski Cheftrainer: Michał Matyas | Polen |
| Dänemark                                                          | 1:0 Seebach (17.) 2:0 Nielsen (69.) | | Polen |
| 21. Juli 1952 um 19:00 Uhr in Turku (Kupittaan jalkapallostadion) | | |       |
| Zuschauer: 6.024                                                  | | |       |
| Schiedsrichter: Folke Bålstad ( Norwegen)                         | | |       |

### Schweden – Norwegen 4:1 (2:0)
| Schweden                                                  | Schweden | Norwegen | Norwegen |
| --------------------------------------------------------- | --- | --- | -------- |
| Schweden                                                  | \| 21. Juli 1952 um 19:00 Uhr in Tampere (Tampereen stadion) \| \| Zuschauer: 4.072 \| \| Schiedsrichter: Johan Aksel Alho ( Finnland) \|                                                               | \| 21. Juli 1952 um 19:00 Uhr in Tampere (Tampereen stadion) \| \| Zuschauer: 4.072 \| \| Schiedsrichter: Johan Aksel Alho ( Finnland) \|                                                   | Norwegen |
| Schweden                                                  | Kalle Svensson – Lennart Samuelsson, Erik Nilsson – Holger Hansson, Bengt Gustavsson, Gösta Lindh – Sylve Bengtsson, Gösta Löfgren, Ingvar Rydell, Yngve Brodd, Gösta Sandberg Cheftrainer: Rudolf Kock | Tom Blohm – Erik Holmberg, Harry Boye Karlsen – Thorleif Olsen, Thorbjørn Svenssen, Bjørn Spydevold – Ragnar Hvidsten, Gunnar Thoresen, Odd Wang Sørensen, Henry Johannessen, Gunnar Dahlen | Norwegen |
| Schweden                                                  | 1:0 Brodd (23.) 2:0 Brodd (35.) 3:0 Rydell (81.) 4:1 Bengtsson (89.) | 3:1 Sørensen (83.) | Norwegen |
| 21. Juli 1952 um 19:00 Uhr in Tampere (Tampereen stadion) | | |          |
| Zuschauer: 4.072                                          | | |          |
| Schiedsrichter: Johan Aksel Alho ( Finnland)              | | |          |

### Türkei – Niederländische Antillen 2:1 (1:0)
| Türkei                                                  | Türkei | Niederländische Antillen | Niederländische Antillen |
| ------------------------------------------------------- | --- | --- | ------------------------ |
| Türkei                                                  | \| 21. Juli 1952 um 19:00 Uhr in Lahti (Lahden kisapuisto) \| \| Zuschauer: 3.696 \| \| Schiedsrichter: Carl Jørgensen ( Dänemark) \|                                  | \| 21. Juli 1952 um 19:00 Uhr in Lahti (Lahden kisapuisto) \| \| Zuschauer: 3.696 \| \| Schiedsrichter: Carl Jørgensen ( Dänemark) \|                                               | Niederländische Antillen |
| Türkei                                                  | Erdoğan Akın – Necdet Şentürk, Rıdvan Bolatlı – Mustafa Ertan, Basri Dirimlili, Ercüment Güder – Vasıf Çetinel, Tekin Bilge, Yalçin Çaka, Muzaffer Tokaç, Macit Gürdal | Ergilio Hato – Wilfred de Lanoi, Wilhelm Canword – Pedro Matrona, Emundo Vlinder, Guillermo Giribaldi – Willys Heyliger, Jorge Brion, Juan Briezen, Guillermo Krips, Adriaan Brokke | Niederländische Antillen |
| Türkei                                                  | 1:0 Tokaç (9.) 2:0 Bilge (76., Elfmeter) | 2:1 Briezen (79.) | Niederländische Antillen |
| 21. Juli 1952 um 19:00 Uhr in Lahti (Lahden kisapuisto) | | |                          |
| Zuschauer: 3.696                                        | | |                          |
| Schiedsrichter: Carl Jørgensen ( Dänemark)              | | |                          |

### Wiederholungsspiel Jugoslawien – Sowjetunion 3:1 (2:1)
| Jugoslawien                                                   | Jugoslawien | Sowjetunion | Sowjetunion |
| ------------------------------------------------------------- | --- | --- | ----------- |
| Jugoslawien                                                   | \| 22. Juli 1952 um 19:00 Uhr in Tampere (Tampereen stadion) \| \| Zuschauer: 16.916 \| \| Schiedsrichter: Arthur Edward Ellis ( Vereinigtes Königreich) \|                                                        | \| 22. Juli 1952 um 19:00 Uhr in Tampere (Tampereen stadion) \| \| Zuschauer: 16.916 \| \| Schiedsrichter: Arthur Edward Ellis ( Vereinigtes Königreich) \|                                                                            | Sowjetunion |
| Jugoslawien                                                   | Vladimir Beara – Tomislav Crnković, Branko Stanković – Zlatko Čajkovski, Ivica Horvat, Vujadin Boškov – Tihomir Ognjanov, Rajko Mitić, Bernard Vukas, Stjepan Bobek, Branko Zebec Cheftrainer: Milorad Arsenijević | Leonid Iwanow – Konstantin Kryschewski, Juri Nirkow – Igor Netto, Anatoli Baschaschkin, Alexander Petrow – Wassili Trofimow, Walentin Nikolajew, Wsewolod Bobrow, Konstantin Beskow, Awtandil Tschkuasseli Cheftrainer: Boris Arkadjew | Sowjetunion |
| Jugoslawien                                                   | 1:1 Mitić (19.) 2:1 Bobek (29., Elfmeter) 3:1 Čajkovski (54.) | 0:1 Bobrow (6.) | Sowjetunion |
| 22. Juli 1952 um 19:00 Uhr in Tampere (Tampereen stadion)     | | |             |
| Zuschauer: 16.916                                             | | |             |
| Schiedsrichter: Arthur Edward Ellis ( Vereinigtes Königreich) | | |             |

## Viertelfinale

### Schweden – Österreich 3:1 (0:1)
| Schweden                                                    | Schweden | Österreich | Österreich |
| ----------------------------------------------------------- | --- | --- | ---------- |
| Schweden                                                    | \| 23. Juli 1952 um 19:00 Uhr in Helsinki (Töölön Pallokenttä) \| \| Zuschauer: 12.564 \| \| Schiedsrichter: Vincenzo Orlandini ( Italien) \|                                                           | \| 23. Juli 1952 um 19:00 Uhr in Helsinki (Töölön Pallokenttä) \| \| Zuschauer: 12.564 \| \| Schiedsrichter: Vincenzo Orlandini ( Italien) \|                                                                  | Österreich |
| Schweden                                                    | Kalle Svensson – Lennart Samuelsson, Erik Nilsson – Holger Hansson, Bengt Gustavsson, Gösta Lindh – Sylve Bengtsson, Gösta Löfgren, Ingvar Rydell, Yngve Brodd, Gösta Sandberg Cheftrainer: Rudolf Kock | Fritz Nikolai – Walter Kollmann, Anton Krammer – Anton Wolf, Joschi Walter, Robert Fendler – Hermann Hochleitner, Franz Feldinger, Erich Stumpf, Herbert Grohs, Otto Gollnhuber Cheftrainer: Viktor Hierländer | Österreich |
| Schweden                                                    | 1:1 Sandberg (80.) 2:1 Brodd (85.) 3:1 Rydell (87.) | 0:1 Grohs (40.) | Österreich |
| 23. Juli 1952 um 19:00 Uhr in Helsinki (Töölön Pallokenttä) | | |            |
| Zuschauer: 12.564                                           | | |            |
| Schiedsrichter: Vincenzo Orlandini ( Italien)               | | |            |

### Deutschland – Brasilien 4:2 n. V. (2:2, 0:1)
| Deutschland                                                   | Deutschland | Brasilien | Brasilien |
| ------------------------------------------------------------- | --- | --- | --------- |
| Deutschland                                                   | \| 24. Juli 1952 um 19:00 Uhr in Helsinki (Töölön Pallokenttä) \| \| Zuschauer: 11.451 \| \| Schiedsrichter: Arthur Edward Ellis ( Vereinigtes Königreich) \|                                                  | \| 24. Juli 1952 um 19:00 Uhr in Helsinki (Töölön Pallokenttä) \| \| Zuschauer: 11.451 \| \| Schiedsrichter: Arthur Edward Ellis ( Vereinigtes Königreich) \| | Brasilien |
| Deutschland                                                   | Rudolf Schönbeck – Hans Eberle, Alfred Post – Kurt Sommerlatt, Herbert Jäger, Ludwig Hinterstocker – Johann Zeitler, Georg Stollenwerk, Willi Schröder, Herbert Schäfer, Karl Klug Cheftrainer: Sepp Herberger | Carlos Alberto – Mauro, Valdir – Zózimo, Adésio, Édson – Larry, Milton Pessanha, Vavá, Humberto Tozzi, Jansen Cheftrainer: Newton Cardoso                     | Brasilien |
| Deutschland                                                   | 1:2 Schröder (75.) 2:2 Klug (89.) 3:2 Schröder (96.) 4:2 Zeitler (120.) | 0:1 Larry (12.) 0:2 Zózimo (74.) | Brasilien |
| Deutschland                                                   | Verwarnung: Édson | | Brasilien |
| 24. Juli 1952 um 19:00 Uhr in Helsinki (Töölön Pallokenttä)   | | |           |
| Zuschauer: 11.451                                             | | |           |
| Schiedsrichter: Arthur Edward Ellis ( Vereinigtes Königreich) | | |           |

### Ungarn – Türkei 7:1 (2:0)
| Ungarn                                              | Ungarn | Türkei | Türkei |
| --------------------------------------------------- | --- | --- | ------ |
| Ungarn                                              | \| 24. Juli 1952 um 19:00 Uhr in Kotka (Urheilukeskus) \| \| Zuschauer: 4.743 \| \| Schiedsrichter: Wolf Karni ( Finnland) \|                                                                       | \| 24. Juli 1952 um 19:00 Uhr in Kotka (Urheilukeskus) \| \| Zuschauer: 4.743 \| \| Schiedsrichter: Wolf Karni ( Finnland) \|                                       | Türkei |
| Ungarn                                              | Gyula Grosics – Jenő Buzánszky, Mihály Lantos – József Zakariás, Gyula Lóránt, József Bozsik – Lajos Csordás, Sándor Kocsis, Zoltán Czibor, Ferenc Puskás, Péter Palotás Cheftrainer: Gusztáv Sebes | Erdoğan Akın – Necdet Şentürk, Rıdvan Bolatlı – Mustafa Ertan, Basri Dirimlili, Ercüment Güder – Vasıf Çetinel, Tekin Bilge, Yalçin Çaka, Kamil Altan, Macit Gürdal | Türkei |
| Ungarn                                              | 1:0 Palotás (18.) 2:0 Kocsis (32.) 3:0 Lantos (48.) 4:0 Puskas (54.) 5:1 Bozsik (70.) 6:1 Puskas (72.) 7:1 Kocsis (90.)                                                                             | 4:1 Güder (57.) | Türkei |
| 24. Juli 1952 um 19:00 Uhr in Kotka (Urheilukeskus) | | |        |
| Zuschauer: 4.743                                    | | |        |
| Schiedsrichter: Wolf Karni ( Finnland)              | | |        |

### Jugoslawien – Dänemark 5:3 (3:0)
| Jugoslawien                                                 | Jugoslawien | Dänemark | Dänemark |
| ----------------------------------------------------------- | --- | --- | -------- |
| Jugoslawien                                                 | \| 25. Juli 1952 um 19:00 Uhr in Helsinki (Töölön Pallokenttä) \| \| Zuschauer: 11.456 \| \| Schiedsrichter: Wolf Karni ( Finnland) \|                                                                             | \| 25. Juli 1952 um 19:00 Uhr in Helsinki (Töölön Pallokenttä) \| \| Zuschauer: 11.456 \| \| Schiedsrichter: Wolf Karni ( Finnland) \|                                                                                   | Dänemark |
| Jugoslawien                                                 | Vladimir Beara – Tomislav Crnković, Branko Stanković – Zlatko Čajkovski, Ivica Horvat, Vujadin Boškov – Tihomir Ognjanov, Rajko Mitić, Bernard Vukas, Stjepan Bobek, Branko Zebec Cheftrainer: Milorad Arsenijević | Jørgen Johansen – Poul Erik Petersen, Svend Nielsen – Erik Terkelsen, Poul Andersen, Steen Blicher – Jørgen Wagner Hansen, Poul Petersen, Jens Peder Hansen, Knud Lundberg, Holger Seebach Cheftrainer: Axel Bjerregaard | Dänemark |
| Jugoslawien                                                 | 1:0 Čajkovski (19.) 2:0 Ognjanov (35.) 3:0 Vukas (41.) 4:1 Bobek (78.) 5:1 Zebec (81.) | 3:1 Lundberg (63.) 5:2 Seebach (85.) 5:3 Jens Peder Hansen (87.) | Dänemark |
| 25. Juli 1952 um 19:00 Uhr in Helsinki (Töölön Pallokenttä) | | |          |
| Zuschauer: 11.456                                           | | |          |
| Schiedsrichter: Wolf Karni ( Finnland)                      | | |          |

## Halbfinale

### Ungarn – Schweden 6:0 (3:0)
| Ungarn                                                  | Ungarn | Schweden | Schweden |
| ------------------------------------------------------- | --- | --- | -------- |
| Ungarn                                                  | \| 28. Juli 1952 um 19:00 Uhr in Helsinki (Olympiastadion) \| \| Zuschauer: 30.471 \| \| Schiedsrichter: William Ling ( Vereinigtes Königreich) \|                                                     | \| 28. Juli 1952 um 19:00 Uhr in Helsinki (Olympiastadion) \| \| Zuschauer: 30.471 \| \| Schiedsrichter: William Ling ( Vereinigtes Königreich) \|                                                      | Schweden |
| Ungarn                                                  | Gyula Grosics – Jenő Buzánszky, Mihály Lantos – József Zakariás, Gyula Lóránt, József Bozsik – Nándor Hidegkuti, Sándor Kocsis, Zoltán Czibor, Ferenc Puskás, Péter Palotás Cheftrainer: Gusztáv Sebes | Kalle Svensson – Lennart Samuelsson, Erik Nilsson – Holger Hansson, Bengt Gustavsson, Gösta Lindh – Sylve Bengtsson, Gösta Löfgren, Ingvar Rydell, Yngve Brodd, Gösta Sandberg Cheftrainer: Rudolf Kock | Schweden |
| Ungarn                                                  | 1:0 Puskas (1.) 2:0 Palotás (16.) 3:0 Lindh (36., Eigentor) 4:0 Kocsis (65.) 5:0 Hidegkuti (67.) 6:0 Kocsis (69.)                                                                                      | | Schweden |
| 28. Juli 1952 um 19:00 Uhr in Helsinki (Olympiastadion) | | |          |
| Zuschauer: 30.471                                       | | |          |
| Schiedsrichter: William Ling ( Vereinigtes Königreich)  | | |          |

### Jugoslawien – Deutschland 3:1 (3:1)
| Jugoslawien                                             | Jugoslawien | Deutschland | Deutschland |
| ------------------------------------------------------- | --- | --- | ----------- |
| Jugoslawien                                             | \| 29. Juli 1952 um 19:00 Uhr in Helsinki (Olympiastadion) \| \| Zuschauer: 25.821 \| \| Schiedsrichter: Wolf Karni ( Finnland) \|                                                                                 | \| 29. Juli 1952 um 19:00 Uhr in Helsinki (Olympiastadion) \| \| Zuschauer: 25.821 \| \| Schiedsrichter: Wolf Karni ( Finnland) \|                                                                               | Deutschland |
| Jugoslawien                                             | Vladimir Beara – Tomislav Crnković, Branko Stanković – Zlatko Čajkovski, Ivica Horvat, Vujadin Boškov – Tihomir Ognjanov, Rajko Mitić, Bernard Vukas, Stjepan Bobek, Branko Zebec Cheftrainer: Milorad Arsenijević | Rudolf Schönbeck – Hans Eberle, Kurt Sommerlatt – Erich Gleixner, Herbert Jäger, Matthias Mauritz – Johann Zeitler, Georg Stollenwerk, Willi Schröder, Herbert Schäfer, Kurt Ehrmann Cheftrainer: Sepp Herberger | Deutschland |
| Jugoslawien                                             | 1:0 Mitić (3.) 2:1 Mitić (24.) 3:1 Čajkovski (30.) | 1:1 Stollenwerk (12.) | Deutschland |
| 29. Juli 1952 um 19:00 Uhr in Helsinki (Olympiastadion) | | |             |
| Zuschauer: 25.821                                       | | |             |
| Schiedsrichter: Wolf Karni ( Finnland)                  | | |             |

## Spiel um Bronze

### Schweden – Deutschland 2:0 (1:0)
| Schweden                                      | Schweden | Deutschland | Deutschland |
| --------------------------------------------- | --- | --- | ----------- |
| Schweden                                      | \| Spiel um die Bronzemedaille \| \| 1. August 1952 in Helsinki (Olympiastadion) \| \| Zuschauer: 28.470 \| \| Schiedsrichter: Vincenzo Orlandini ( Italien) \|                                      | \| Spiel um die Bronzemedaille \| \| 1. August 1952 in Helsinki (Olympiastadion) \| \| Zuschauer: 28.470 \| \| Schiedsrichter: Vincenzo Orlandini ( Italien) \|                                                   | Deutschland |
| Schweden                                      | Kalle Svensson – Lennart Samuelsson, Erik Nilsson – Olle Åhlund, Bengt Gustavsson, Gösta Lindh – Sylve Bengtsson, Gösta Löfgren, Ingvar Rydell, Yngve Brodd, Gösta Sandberg Cheftrainer: Rudolf Kock | Rudolf Schönbeck – Hans Eberle, Alfred Post – Kurt Sommerlatt, Herbert Jäger, Ludwig Hinterstocker – Johann Zeitler, Georg Stollenwerk, Willi Schröder, Herbert Schäfer, Kurt Ehrmann Cheftrainer: Sepp Herberger | Deutschland |
| Schweden                                      | 1:0 Rydell (11.) 2:0 Löfgren (86.) | | Deutschland |
| Spiel um die Bronzemedaille                   | | |             |
| 1. August 1952 in Helsinki (Olympiastadion)   | | |             |
| Zuschauer: 28.470                             | | |             |
| Schiedsrichter: Vincenzo Orlandini ( Italien) | | |             |

## Finale

### Ungarn – Jugoslawien 2:0 (0:0)
| Ungarn                                                        | Ungarn | Jugoslawien | Jugoslawien |
| ------------------------------------------------------------- | --- | --- | ----------- |
| Ungarn                                                        | \| Finale \| \| 2. August 1952 in Helsinki (Olympiastadion) \| \| Zuschauer: 58.553 \| \| Schiedsrichter: Arthur Edward Ellis ( Vereinigtes Königreich) \|                                              | \| Finale \| \| 2. August 1952 in Helsinki (Olympiastadion) \| \| Zuschauer: 58.553 \| \| Schiedsrichter: Arthur Edward Ellis ( Vereinigtes Königreich) \|                                                         | Jugoslawien |
| Ungarn                                                        | Gyula Grosics – Jenő Buzánszky, Mihály Lantos – József Zakariás, Gyula Lóránt, József Bozsik – Nándor Hidegkuti, Sándor Kocsis, Zoltán Czibor, Ferenc Puskás , Péter Palotás Cheftrainer: Gusztáv Sebes | Vladimir Beara – Tomislav Crnković, Branko Stanković – Zlatko Čajkovski, Ivica Horvat, Vujadin Boškov – Tihomir Ognjanov, Rajko Mitić, Bernard Vukas, Stjepan Bobek, Branko Zebec Cheftrainer: Milorad Arsenijević | Jugoslawien |
| Ungarn                                                        | 1:0 Puskás (70.) 2:0 Czibor (88.) | | Jugoslawien |
| Finale                                                        | | |             |
| 2. August 1952 in Helsinki (Olympiastadion)                   | | |             |
| Zuschauer: 58.553                                             | | |             |
| Schiedsrichter: Arthur Edward Ellis ( Vereinigtes Königreich) | | |             |